# NGC 1163
NGC 1163 is een balkspiraalstelsel in het sterrenbeeld Eridanus. Het hemelobject werd in 1886 ontdekt door de Amerikaanse astronoom Francis Preserved Leavenworth.

## Synoniemen
- PGC 11359
- MCG -3-8-56
- FGC 373
- IRAS02580-1720